# Fulbro
Fulbro, Fuldbro, Foldevrå (dansk) eller Voldewraa (tysk) er en landsby beliggende midtvejs mellem Bønstrup og Hodderup i Angel i Sydslesvig. Administrativt hører Fulbro under Husby Kommune i Slesvig-Flensborg kreds i den nordtyske delstat Slesvig-Holsten. I kirkelig henseende hører landsbyen til Husby Sogn. Sognet lå i Husby Herred (Flensborg Amt, Sønderjylland), da området tilhørte Danmark. Med under Fulby hørte parcelstederne Spang.
Fulbro er første gang nævnt 1497. Stednavnet er afledt af subst. fold. Muligvis foreligger også oldnordisk fold for land, jord. Efterleddet er vrå (vinkel), som senere på angeldansk blev omtydet til -bro (vr → br). Historisk findes på dansk også former Foldevraa og Foldebro.
Vest for landsbyen løber Grimbækken (også Fulbro Å eller Skolå) mod Langballe og Østersøen.